# Підгайцівська сільська рада
| Підгайцівська сільська рада Підгайцівської сільської об'єднаної територіальної громади (до 2018 року — Підгайцівська сільська рада Луцького району Волинської області) — орган місцевого самоврядування Підгайцівської сільської територіальної громади Волинської області з розміщенням у с. Підгайці. Перші вибори депутатів оновленої ради та голови громади відбулись 23 грудня 2018 року. 22 грудня 2019 року відбулись довибори депутатів ради на території колишньої Романівської сільської ради, котра приєдналась до громади. До 4 січня 2019 року — адміністративно-територіальна одиниця у Луцькому районі Волинської області. До 2018 року сільській раді підпорядковувались населені пункти: - с. Підгайці - с. Крупа - с. Струмівка |

Рада складалась з 20 депутатів та голови.

### Керівний склад сільської ради
| ПІБ                        | Основні відомості                                                               | Дата обрання | Дата звільнення |
| -------------------------- | ------------------------------------------------------------------------------- | ------------ | --------------- |
| Семенюк Віталій Васильович | Сільський голова, 1956 року народження, освіта, безпартійний                    | 26.03.2006   | 01.02.2008      |
| Семенюк Юрій Михайлович    | Сільський голова, 1961 року народження, освіта, безпартійний                    | 01.02.2008   | 31.10.2010      |
| Семенюк Юрій Михайлович    | Сільський голова, 1961 року народження, освіта середня спеціальна, безпартійний | 31.10.2010   |                 |

Примітка: таблиця складена за даними джерела

### Населення
Згідно з переписом УРСР 1989 року чисельність наявного населення сільської ради становила 4121 особа, з яких 1959 чоловіків та 2162 жінки.
За переписом населення України 2001 року в сільській раді мешкала 4651 особа.

#### Мова
Розподіл населення за рідною мовою за даними перепису 2001 року:
| Мова       | Відсоток |
| ---------- | -------- |
| українська | 98,87 %  |
| російська  | 1,11 %   |